# Tmušići
Tmušići este un sat din comuna Berane, Muntenegru. Conform datelor de la recensământul din 2003, localitatea are 36 de locuitori (la recensământul din 1991 erau 78 de locuitori).

## Demografie
În satul Tmušići locuiesc 34 de persoane adulte, iar vârsta medie a populației este de 53,8 de ani (49,0 la bărbați și 59,7 la femei). În localitate sunt 17 gospodării, iar numărul mediu de membri în gospodărie este de 2,12.
|  |

| Demografie | Demografie | Demografie |
| An         | Locuitori  | Locuitori  |
| ---------- | ---------- | ---------- |
|            |            |            |
|            |            |            |
|            |            |            |
|            |            |            |
| 1948       | 193        |            |
| 1953       | 207        |            |
| 1961       | 187        |            |
| 1971       | 174        |            |
| 1981       | 105        |            |
| 1991       | 78         | 75         |
| 2003       | 39         | 36         |

| \| Componența etnică conform recensământului din 2003[2] \| Componența etnică conform recensământului din 2003[2] \| Componența etnică conform recensământului din 2003[2] \| Componența etnică conform recensământului din 2003[2] \| Componența etnică conform recensământului din 2003[2] \| \| ----------------------------------------------------- \| ----------------------------------------------------- \| ----------------------------------------------------- \| ----------------------------------------------------- \| ----------------------------------------------------- \| \| \| \| \| \| \| \| Sârbi \| Sârbi \| \| 21 \| 58,33% \| \| Muntenegreni \| Muntenegreni \| \| 15 \| 41,66% \| \| necunoscută \| necunoscută \| \| 0 \| 0% \| |              |  |    |        |
| Componența etnică conform recensământului din 2003 |              |  |    |        |
| |              |  |    |        |
| Sârbi | Sârbi        |  | 21 | 58,33% |
| Muntenegreni | Muntenegreni |  | 15 | 41,66% |
| necunoscută | necunoscută  |  | 0  | 0%     |